# خودکشی (کتاب دورکیم)
خودکشی: مطالعه‌ای در جامعه‌شناسی (به فرانسوی: Étude de sociologie) و (به انگلیسی: (Suicide (Durkheim book) کتابی است که در سال ۱۸۹۷، جامعه‌شناس فرانسوی، امیل دورکیم نوشته‌است؛ این کتاب، اولین مطالعه روش‌شناختی واقعیت اجتماعی در زمینه جامعه است که مطالعه موردی از خودکشی است و در زمان خود، منحصر به‌فرد بود و نمونه‌ای از آنچه را ارائه می‌دهد که تک‌نگارش جامعه‌شناختی باید نشان دهد.
به گفته دورکیم: اصطلاح خودکشی به مرگی گفته می‌شود که به‌طور مستقیم یا غیرمستقیم، ناشی از یک اقدام مثبت یا منفی خود قربانی است که می‌داند کارش این نتیجه را به دنبال خواهد داشت. او همچنین باورمند است به سبب پیدایش سطوح بالای آنومی، سطح بالایی از خودکشی رخ می‌دهد.

## چهار نوع خودکشی
از نظر دورکیم، خودکشی در چهار نوع، صورت می‌گیرد که بر اساس درجات عدم تعادل دو نیروی اجتماعی است: یکپارچگی اجتماعی و مقررات اخلاقی. دورکیم به تأثیر بحران‌های مختلف روی مجموعه‌های اجتماعی اشاره کرد؛ برای مثال، جنگ، منجر به افزایش خودکشی نوع‌دوستانه، رونق اقتصادی یا فاجعه منجر به خودکشی آنومی می‌شود.

### خودکشی خودخواهانه
خودکشی خودخواهانه بیانگر عدم احساس تعلق طولانی‌مدت فرد به گروه و عدم یکپارچگی در یک جامعه است. نتیجه چنین احساسی، خودکشی خودخواهانه است؛ چون دارندگان چنین احساسی، هیچ اتصالی به جمع ندارند. این غیبت می‌تواند منجر به بی‌معنا شدن، بی‌علاقگی، مالیخولیا و افسردگی شود. دورکیم چنین جدایی را «فرد شدن بیش از حد» می‌نامد. احتمال خودکشی آن دسته از افرادی که به اندازه کافی به گروه‌های اجتماعی پایبند نبوده (و ارزش‌ها، سنت‌ها، هنجارها و هدف‌ها به‌خوبی تعریف شده بودند) و در نتیجه، از حمایت یا راهنمایی اجتماعی کمی برخوردار بودند بیشتر وجود دارد. دورکیم دریافت که خودکشی، بیشتر در میان مجردهای به ویژه مرد اتفاق می‌افتد که (به نظر او) کمتر می‌تواند آن‌ها را به هنجارها و هدف‌های ثابت اجتماعی وصل کند.

### خودکشی نوع‌دوستانه
خودکشی نوع‌دوستانه با احساس غرق‌شدن در هدف‌ها و باورهای گروه، مشخص می‌شود و در جوامعی با یک‌پارچگی بالا رخ می‌دهد؛ جایی که نیازهای فردی، کمتر از نیازهای کل جامعه، مهم تلقی می‌شود؛ به همین دلیل، در مقیاس یکپارچه‌سازی مخالف، خودکشی خودخواهانه رخ می‌دهد. از دید دورکیم، در یک جامعه نوع‌دوستانه، دلیل چندانی برای خودکشی افراد وجود ندارد؛ البته او یک استثنا را توصیف کرد: هنگامی که از فرد انتظار می‌رود خود را به نمایندگی از جامعه، برای مثال، در خدمت سربازی فدا کند.

### خودکشی آنومیک
خودکشی ناشی از نابسامانی بیانگر انحطاط اخلاقی فرد و عدم جهت‌گیری اجتماعی است که با تحولات چشمگیر اجتماعی و اقتصادی، مرتبط است. این خودکشی، محصول مقررات‌زدایی اخلاقی و عدم تعریف خواسته‌های مشروع از طریق محدودسازی اخلاق اجتماعی است که می‌تواند معنا و نظمی را بر وجدان فرد تحمیل کند. این نوع (از دید دورکیم)، نشانه شکست توسعه اقتصادی و تقسیم کار در تولید همبستگی ارگانیکی است؛ دورکیم توضیح می‌دهد که در چنین جوامعی، بی‌نظمی اخلاقی، حاکم است و افراد، حدود خواسته‌های خود را نمی‌دانند و از جایگاه خود در جامعه، آگاهی چندانی ندارند و دائماً در ناامیدی هستند. این خودکشی می‌تواند موقعی رخ دهد که آن‌ها از جهت ثروت، دچار تغییرات شدیدی همچون: بحران اقتصادی یا دستاوردهای بادآورده باشد که در هر دو مورد، انتظارات پیشین از زندگی، کنار گذاشته می‌شود و انتظارات جدیدی ایجاد می‌شود تا بتوانند وضع جدید خود را در راستای محدودیت‌های جدید، هماهنگ کنند.

### خودکشی تقدیرگرایانه
خودکشی تقدیرگرایانه زمانی اتفاق می‌افتد که فرد، بیش از حد، تحت نظارت قرار دارد؛ موقعی که آیندۀ او بی‌رحمانه مسدود شده و احساساتش تحت انضباط ستمگرانه به‌شدت خفه می‌شود و البته این، برعکس خودکشی آنومیک است و در جوامعی انجام می‌شود که شهروندانش ستمگرانه ترجیح می‌دهند که بمیرند تا زندگی کنند؛ برای مثال، ممکن است که برخی از زندانیان، مرگ را ترجیح دهند تا در یک زندان با سوءاستفاده مداوم و نیز مقررات بیش از حد، سخت، زندگی کنند. دورکیم برخلاف مفاهیم دیگری که توسعه داد، باور داشت که خودکشی تقدیرگرایانه، تنها یک بحث نظری است و احتمالاً در واقعیت، وجود ندارد.

## یافته‌ها
نتایج بررسی‌های دورکیم درباره میزان خودکشی:
- در بین مردان نسبت به زنان، بیشتر است (هر چند آمار خودکشی در زنان متأهلی که چند سال بدون فرزند مانده‌اند بالاست).
- در میان مجردها نسبت به دارندگان رابطه جنسی.
- در بین افراد بدون فرزند نسبت به افراد فرزنددار.
- در میان پروتستانها نسبت به کاتولیکها و یهودیان.
- در میان سربازان نسبت به غیرنظامیان.
- در زمان صلح نسبت به زمان جنگ. (برای مثال، میزان خودکشی در فرانسه پس از کودتای لوئیس-ناپلئون بناپارت کاهش یافت. همچنین، جنگ، میزان خودکشی را کاهش داد؛ پس از سومین جنگ استقلال ایتالیا-جنگی که سال ۱۸۶۶ بین اتریش و ایتالیا شروع شد-میزان خودکشی در هر دو کشور، ۱۴ درصد کاهش یافت)
- در کشورهای اسکاندیناوی.
- او نتیجه گرفت که هرچه سطح تحصیلات بالاتر باشد، احتمال اینکه فرد خودکشی را انتخاب کند بیشتر است؛ با این حال، دورکیم ثابت کرد که همبستگی بین دین و میزان خودکشی افراد، بیشتر از سطح تحصیلات افراد است؛ از جمله، یهودیان به‌طور کلی، تحصیلات بالایی داشته؛ ولی درصد خودکشی در آن‌ها پایین است.

## همچنین ببینید
- ضد اثبات‌گرایی
- اثبات‌گرایی
- جامعه‌شناسی